# مارمیلوو
مارمیلوو (انگلیسی: Marmylevo) یک شهرک در شهرستان اوفیمسکی استان باشقیرستان کشور روسیه است.